# الفوهة الكبيرة

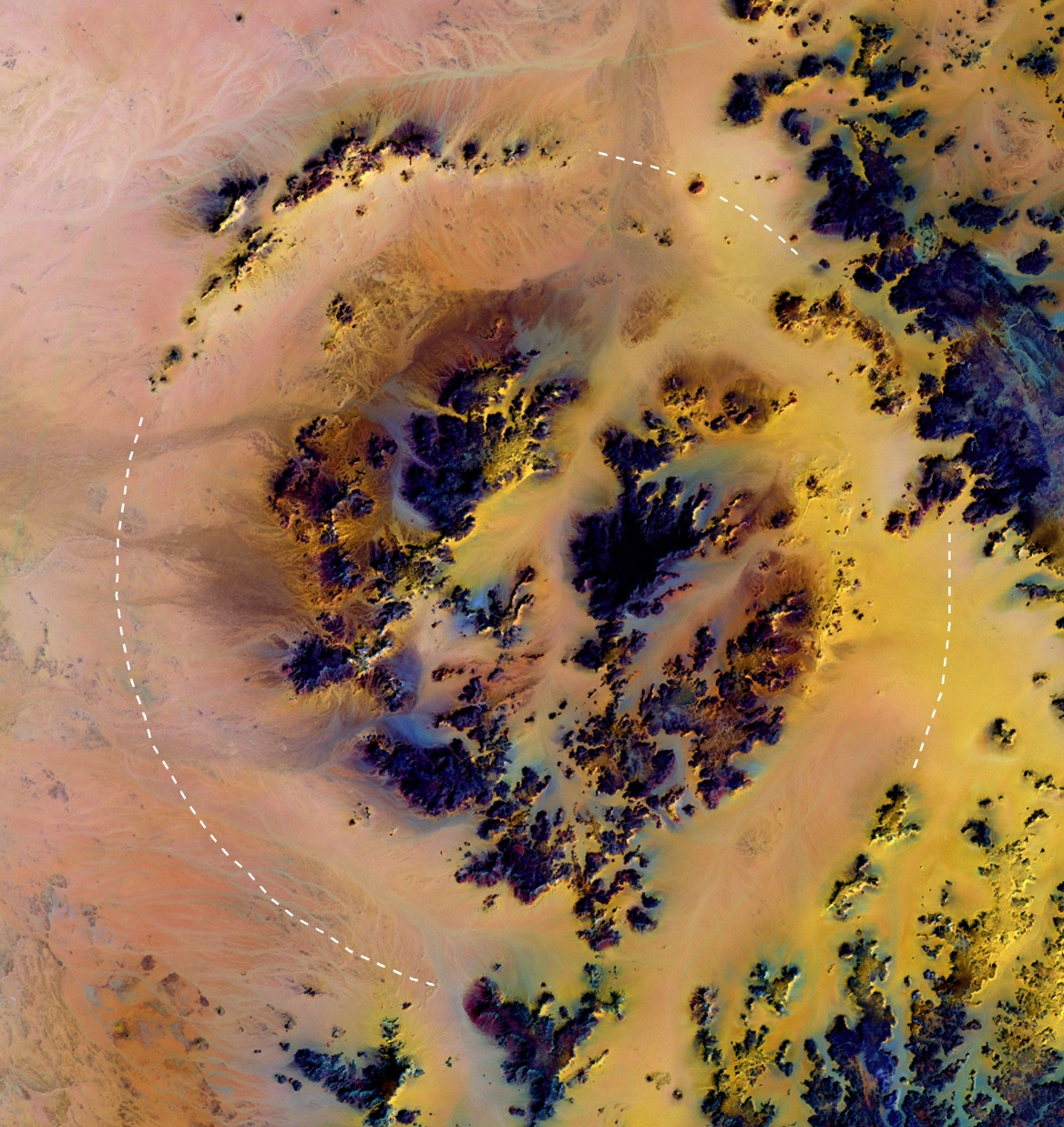
«الفوهة الكبيرة».

الفوهة الكبيرة  هو اسم تم تبنيه حديثا لموقع حلقي طبوغرافي بارز في الصحراء الكبرى، مركز هذه الحلقة في ليبيا فيما تمتد حوافها الشرقية إلى داخل مصر.
تم اكتشافه عبر صور الأقمار الصناعية ليعلن في مارس 2006 من قبل الباحث فاروق الباز وإيمان غنيم من مركز الاستشعار عن بعد في جامعة بوسطن بالولايات المتحدة الأمريكية.
حيث تم اعلانه بأنه ربما يكون «فوهة صدمية متآكلة». كما اقترحا أن حواف الفوهة الأصلية قد تم تغطيتها بالرمال إضافة لعوامل التعرية الناتجة عن السيول عبر الزمن.

## وصلات خارجية
- News Release (جامعة بوسطن, 3 مارس 2006).